# السراي الكبير
السِّراي الكبير أو السَّرايا الكبيرة هو المقر الرسمي ومكان العمل لرئيس الحكومة اللبنانية. يقع على قمة تلة السراي في حي زقاق البلاط من منطقة باب إدريس على بعد عدة كتل من مبنى البرلمان اللبناني في وسط بيروت. شيدت في 1853 على شكل ثكنة عسكرية بإيالة صيدا العثمانية، 13 سنة بعدما انتقلت عاصمتها من عكا إلى بيروت.

السِّراي الكبير في الأصل هو صرح أثري عثماني يعود بناءه إلى القرن التاسع عشر. حالياً هو مركز رئاسة مجلس وزراء لبنان حيث مكتب رئيس الوزراء في بيروت عاصمة لبنان. يقع على تلة تشرف على مدينة بيروت وبالقرب من مبنى مجلس النواب اللبناني في وسط المدينة. يعد هذا المبنى من أهم ثلاثة معالم عثمانية في تلة السراي، والمعلمين الآخريين هما مبنى مجلس الإنماء والإعمار وبرج ساعة الحميدية.

## التسمية
حين شيد المبنى في 1840 مقراً للأجهزة العسكرية والمدنية للدولة العثمانية أطلق عليه البيروتيون اسم «القشلة» وهي كلمة تركية تعني الثكنة أو مقر الجنود. ثم حين تحول المبنى إلى مقر للحكام العثمانيين بدأ اسم «القشلة» يتحول إلى «سراي الولاية» ثم أصبح «السراي الكبير» و«سرای» کلمة فارسیة تعنی «البیت». وفي عام 1865 تحول إلى مستشفى فعرف باسم «العيادة العسكرية». ومع الانتداب الفرنسي على لبنان الذي بدأ سنة 1918 تحول السراي إلى محكمة فسمي «بالمحكمة» ثم تحول مقراً للحاكم الفرنسي أو المفوض السامي ليحل محله اسم «المفوضية العليا». وعند استقلال لبنان سنة 1943 حوله بشارة الخوري، أول رئيس للبنان بعد الاستقلال إلى مركز رئاسة الجمهورية لفترة قصيرة ثم إستعمله رياض الصلح مركزاً لرئاسة الوزراء ليعيد تسميته «بالسراي الكبير». ويعرف كذلك باسم «القصر الحكومي»

## تاريخ
توسعت بيروت خلال حكم محمد علي باشا إلى خارج الأسوار. أما أولى بوادر التجديد في التنظيم المدني لها ظهرت في أواسط القرن التاسع عشر، فتغير بنيان المدينة بانشاء إنجازين جرى تمويلهما من مصدرين مختلفين وقد بنيت في أشهر قليلة في عام 1853 وهما الثكنة الكبيرة أو القشلة، وخان أنطوان بك.

### بدايات
كان السراي الكبير في الأصل أحد المباني العسكرية التي شُيدت في بيروت العثمانية في النصف الثاني من القرن التاسع عشر. وفي عام 1831 هزم إبراهيم محمد علي باشا الجيوش العثمانية خلال الحرب المصرية - العثمانية (1839-1841) واستولى على بلاد الشام، فاختار الهضبة خارج السور في الجهة الغربية المطلة على بيروت كمكان لإقامة ثكناته لإيواء قواته العسكرية، ومنذ ذلك التاريخ عرفت الهضبة باسم «هضبة الثكنات».
غادر إبراهيم باشا بيروت عام 1840 ليشارك في معركة نسيب، فاستغل العثمانيون موقع الهضبة لبناءها بأمر من محمد رشيد باشا وفي عهد السلطان عبد المجيد الأول، ثكنة عسكريّة أو قشلة أو قشلاق باللغة التركيّة العثمانية. كان موقع التلة الغربية المشرفة على البحر استراتيجيّا لبناء القشلة، وقد عرفت المحلّة بـ«تلّة السرايا». 

في سنة 1855 أمر السلطان عبد المجيد الأول ببناء مستشفى عسكري، الخستة خانة، بشمال القشلة. بعد الحرب الأهلية في جبل لبنان 1860 شكّل محمد فؤاد باشا محكمة عرفت باسم «مجلس محاكمات فوق العادة» اتّخذت مقرّا لها في مبني القشلة لإجراء التحقيقات والمحاكمات.

### العهد العثماني
كانت القشلة صورة مصغرة لثكنة السليمية في أسطنبول، وتبدو بخطوطها ذات الزوايا المربعة وبحجمها متباينة مع الازقة المتشابكة والانشاءات التي أقيمت في الأسفل، وتعلن عن قيام نظام هندسي عثماني جديد في بيروت: النوافذ العديدة المطلّة على الخارج من الجهات الأربع والباحات القائمة على أعمدة والمزينة بالقناطر تعلوها جبهات جملون وسقوف زاهية الألوان. كان تحويل الأرض القريبة للثكنة إلى ساحة خضعت لتحسينات ممتالية يبرز المقاربة المدينية الجديدة، التي اشتهرت لاحقًا بساحة رياض الصلح، خصوصًا بعد أن بُني على التلة عام 1861، مستشفى عسكري مشابه للنمط الذي بنيت عليه الثكنة، مع أن حجمه أكثر صغيرًا.
كان الهدف من إنشاء القشلة ايواء الفيلق السابع المرابط في بيروت بعد اصلاحات النظام الجديد. واختير موقعها على تلة القنطاري المشرفة على المدينة القديمة في الزاوية الجنوبية - الغربية تقريبًا من السور، وعلى طول شارع محمود نامي بك المرصوف بالحجارة المزخرفة. ولانشائها، اقتضى تمهيد التلة بعد أن هدمت الأبراج القديمة الباقية. ومع أن القشلة العثمانية مؤلفة من طابق واحد، إلا أنها كانت تشرف على المدينة كلها وتبرز كأضخم المعالم العمرانية في بيروت العثمانية التي ترى من عرض البحر ومن الضواحي. وبعد عقد من الزمن أضيف إليها طابق جديد يعلوه سقف من القرميد الأحمر الذي كان يساهم إلى حد كبير في إبراز عظمتها.
بعد أن تحولت بيروت من إيالة إلى ولاية سنة 1888 تحوّلت القشلة مركزا لوالي بيروت. فبدأت هذه الهضبة تجذب أعيان بيروت، وخاصة منطقة زقاق البلاط المجاورة لمنطقة الثكنات، وسارعوا لبناء منازلهم بالقرب منها. وأصبحت منطقة «الثكنات» مجمعاً لبيوت الأعيان والعلماء وكبار الموظفين. وقد تغير شهرة القشلة إلى «السرايا الكبيرة» لتمييزها عن «السرايا الصغيرة» التي كانت تقع شمال ساحة البرج والتي هدمت عام 1951.
في عام 1897، قامت بلدية بيروت في أيام رئاسة عبد القادر مصطفى قباني الذي يعد من مؤسسي النهضة الثقافية والعمرانية لمدينة بيروت العثمانية،  ببناء برج عالٍ بجوار السرايا، ووضعت فيه ساعة كبيرة تخليداً لذكرى لعيد جلوس السلطان عبد الحميد الثاني، اشتهرت ببرج الساعة الحميدية في ساحة النجمة. دُمرت بعض أجزائها خلال الحرب الأهلية، وقد أعاد ترميمه رئيس مجلس الوزراء رفيق الحريري وعلى نفقته الخاصة في عام 1993، واستغرق العمل ستة أشهر ليكتمل.

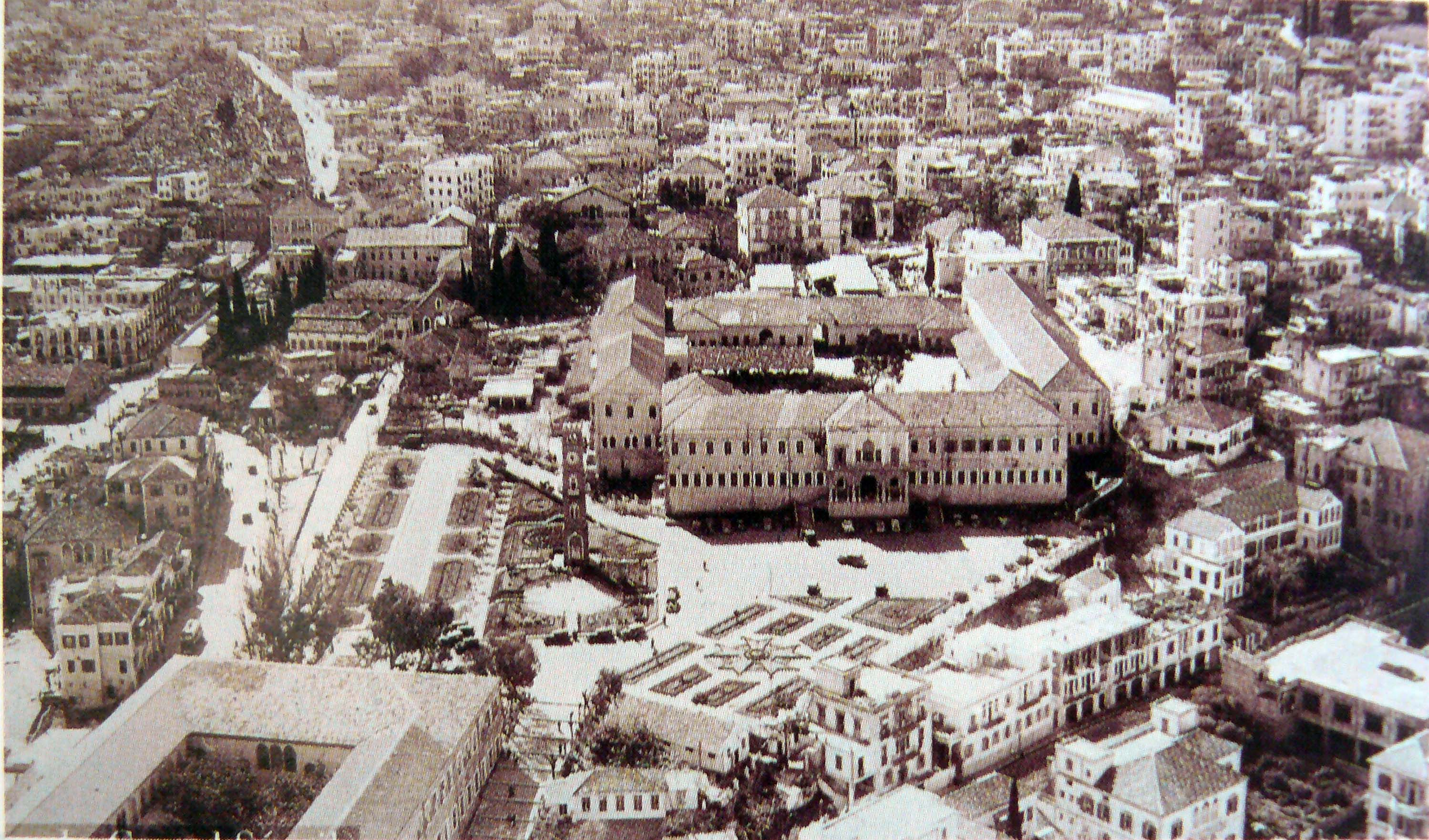
القشلة في أوائل القرن العشرين.

في عام 1899، أضيف الطوب إلى سطح الطابق الأول، مما أعطى مبنى السرايا الشكل النهائي الذي اشتهر به في القرن العشرين.
ظلت السرايا في العصر العثماني مقراً لمن تسلم حكم ولاية بيروت ومتصرفية جبل لبنان، وكان آخرهم إسماعيل حقي بك الذي غادرها يوم مغادرته بيروت في سبتمبر 1918 بعد أن أخلوها العثمانيون وأحتلها البريطانيون والفرنسيون تحت إدارة أراضي العدو المحتلة حتى أبريل 1920.
في عام 1865 أمر السلطان عبد العزيز (1861-1876) بتحويله إلى مستشفى فأصبح بجناحين أحدهما صيدلية.

### الانتداب الفرنسي
في سنة 1920 أصبحت السرايا المقرّ الرسمي للمفوّض السامي الفرنسي طول فترة الانتداب الفرنسي على لبنان، ومقرًا له، الذي حصل على لقب «المندوب السامي للحكومة الفرنسية في الشام». وهكذا غاب اسم «السراي الكبير» ليحل محله «المفوضية العليا». في عام 1936، أدخل الفرنسيون بعض الإضافات على الواجهة الشمالية، وبنوا أقواسًا ذات طابع غربي تختلف عن الطابع العثماني للمبنى. ثم بعض الإضافات على الواجهة الشمالية للمبنى، واستبدلتشرفة تحوطها قناطر تعلو المدخل المزخرف بباب قنطرة المدخل الشمالي الذي نقل إلى المدخل الجنوبي. أصبحت الشرفة الجديدة عبارة عن لوجيا يتطلع منها المفوض السامي أو رؤساء الحكومات لإلقاء خطاباتهم وخطبهم أمام المحتفلين أو المتظاهرين. كما ألغى التاج فوق قوس المدخل الشمالي، والذي كانت تضمن نقشًا رخاميًا يحمل شعار الإمبراطورية العثمانية. في العهد الانتداب الفرنسي، جرت الاحتفالات في السراي الكبير، منها: إعلان الجمهورية اللبنانية عام 1926، والاجتماعات الرسمية التي أعقبت تشكيل الحكومات اللبنانية في عهد الانتداب.
في عام 1918 بعيد دخول القوات العربية بقيادة الملك فيصل تحول المبنى مقراً للقوات العربية لفترة وجيزة لحين دخول القوات الفرنسية التي حولته إلى محكمة. ثم أصبح مقراً للمفوض السامي. وفي عام 1928 أدخل الفرنسيون بعض التعديلات والإضافات على المكان منها إضافة شرفه على الوجهة الشمالية التي استعملت لإلقاء الخطب.

### عهد الاستقلال

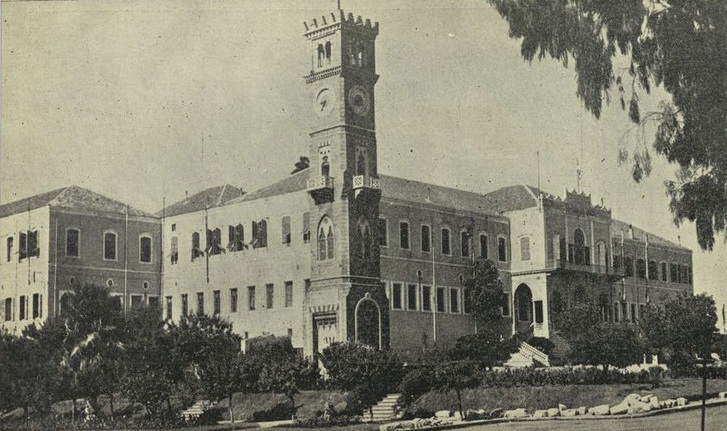
السراي الكبير بعد أربع سنوات على استقلال لبنان في 1943.

وفي عام 1943 حول الرئيس بشارة الخوري السراي إلى قصر رئاسة الجمهورية إلى حين انتقاله إلى منطقة القنطاري. في عام 1941، بدأ الرئيس سامي الصلح ممارسة مهامه رئيسًا للوزراء في مبنى السرايا. وبعد الاستقلال في عام 1943، اتخذ مبنى السرايا مركزًا للحكومته. ثم حوّلت مستشفى عسكريا شمال القشلة في سنة 1945 إلى مقر للعدلية، ومن ثم إلى مقر لكلية الفنون الجميلة التابعة للجامعة اللبنانية في سنة 1965، إلى أن أصبح سنة 1992 مقرًا لمجلس الإنماء والإعمار بعدما أعيد ترميمه وتأهيله. وفي أيام الحرب اللبنانية الأهلية، أصاب السرايا ما اصاب غيرها من المباني الواقعة في العاصمة، ما أدى إلى تدمير جزء كبير منها، وصنّفته الحكومة اللبنانية مبنى أثريًا يجب الحفاظ عليه. في عام 1981، نقل المكاتب الحكومية إلى الصنائع، التي افتتحت رسميًا في 22 نوفمبر 1981، واستخدمت وزارة الداخلية مبنى السرايا جزئيًا.
وفي عام 1995 بدأت أعمال ترميم وإعادة تأهيل مبنى السرايا الكبيرة مستلهمًا ملامح من مكونات قصرين بيت الدين والأمير أمين، ليفتتح في أغسطس 1998 مقرّا لرئاسة الحكومة. أما الشكل الخارجي فأعيد كما كان بالرغم من إضافة طبقة لا تحيد عن النمط العام، خاصة وأن الحجارة التي بنيت منها هي أنقاض المباني التي هدمت في وسط بيروت خلال الحرب. ثم القرميد الذي كلّل المبنى، فاستردّ احمراره وهو يعتلي نوافذ السرايا، مستفيدًا من الطراز الأوروبي الذي أضاف إلى العثماني بصمات جمالية ملحوظة. والمدخل الرئيسي جددت بعمارة عربية يتضح من أبواب الجوز وهندسة الجدران التي تحولت إلى ألواح ملونة بالغرانيت والكارارة، تضفي عليها الأعمدة المرتفعة. النوافذ مستديرة فوق القناطر التي تضم مساحة 33 ألف متر مربع، المأهولة بالمكاتب وقاعات الضيافة والاجتماعات الرئيسية.
وسيّجت سقوف القاعات الكبيرة بخشب الأرز الأمريكي، وتميزت الغرف الداخلية بالطابع اللبناني العصري. أمّا المفروشات صنع لبنان.

## عمارة
في سنة 1976 وخلال سنوات الحرب اللبنانية (1975-1990) أصيب السراي بأضرار كبيرة نتيجة القذائف التي سقطت عليه والحرائق التي اندلعت فيه وأتت على معظم أجزائه. بعد انتهاء الحرب الأهلية اللبنانية سنة 1990 شرعت مؤسسة إعادة إعمار وسط بيروت بإعادة إحياء مبنى السراي لجعله رمزاً للسطوة السياسية للمنطقة. وانتهى العمل فيه في عام 1998 بعد 900 يوم عمل. وحاول القيمون على إعاده تأهيله بأن يصبح رمزاً للتصميم على إعادة البناء والرؤية لما ستصبح عليه المنطقة. وقامت شركة سوليدير بإضافة لمسات معاصرة وتقنيات متقدمة مع المحافظة على طابعه التراثي العثماني. ومن معالمه الجديدة الملفتة لوحة علقت على المدخل الرئيسي للواجهة الشمالية تقول: «لو دامت لغيرك لما وصلت إليك» وقد وضعت بطلب من الرئيس رفيق الحريري لتذكير المسؤولين أن الحكم لا يدوم. وهي شاهدة على تأثير الرئيس الحريري في إعاده إعمار بيروت بدأ من السراي.

## في الأدب
دخل السراي الكبير إلى الأدب الجنائي اللبناني، مع رواية «جريمة في السراي الحكومي» من آثار بسام خالد الطيارة نشرها سنة 2000 لأول مرة.

### فهرس المراجع
1. ↑  "السراي الكبير". مؤرشف من الأصل في 2021-01-17. اطلع عليه بتاريخ 2021-02-28.
2. ↑  "السراي الكبير في بيروت.. حكايات عثمانية وفرنسية ولبنانية تختصر 163 عاما من السياسة". مؤرشف من الأصل في 2021-02-28. اطلع عليه بتاريخ 2021-02-28.
3. ↑  ""السراي الكبير" بلبنان.. تاريخ متجدّد منذ الحقبة العثمانية". مؤرشف من الأصل في 2021-02-28. اطلع عليه بتاريخ 2021-02-28.
4. ↑  "أيام بيروتية (19): القشلة العسكرية الهمايونية والخسته خانة الشاهانية". مؤرشف من الأصل في 2020-03-15. اطلع عليه بتاريخ 2021-02-28.
5. ↑  السراي الكبير: صرح اثري ورمز من رموز اعادة الاعمار في لبنان نسخة محفوظة 12 مارس 2020 على موقع واي باك مشين.
6. 1 2  سمير قصير (2007)، ص.155
7. ↑  طوني مفرج (2002)، ص.101
8. 1 2 3  طوني مفرج (2002)، ص.102
9. 1 2 3  سمير قصير (2007)، ص.156
10. ↑  "عبد القادر القباني.. مؤسس نهضة بيروت بالعهد العثماني". مؤرشف من الأصل في 2021-02-28. اطلع عليه بتاريخ 2021-02-28.
11. ↑  "برج الساعة الحميدية". مؤرشف من الأصل في 2020-10-01. اطلع عليه بتاريخ 2021-02-28.
12. 1 2 3  طوني مفرج (2002)، ص.103
13. ↑  "المفوضية العليا". مؤرشف من الأصل في 2020-10-30. اطلع عليه بتاريخ 2021-02-28.
14. ↑  طوني مفرج (2002)، ص.104
15. ↑  الجزيرة - بول مطر نسخة محفوظة 05 مارس 2016 على موقع واي باك مشين.
16. ↑  "Nwf.com: جريمة في السراي الحكومي: بسام خالد الطيا: كتب". مؤرشف من الأصل في 2021-02-28. اطلع عليه بتاريخ 2021-02-28.

### معلومات المراجع
- طوني مفرج (2002). موسوعة مدن وقرى لبنان (ط. الأولى). بيروت، لبنان: دار نوبليس. ج. السادس.
- عصام محمد شبارو (1987). تاريخ بيروت منذ أقدم العصور حتى القرن العشرين (ط. الأولى). بيروت، لبنان: دار مصباح الفكر.
- سمير قصير (2007). تاريخ بيروت. ترجمة: ماري طوق غوش (ط. الأولى). بيروت، لبنان: دار النهار.
- صورة من الأقمار الاصطناعية لموقع السراي
- «السراي الكبير»: صرح اثري ورمز من رموز إعادة الاعمار في لبنان نسخة محفوظة 12 مارس 2020 على موقع واي باك مشين.
- The Grand Serail
- Discover Lebanon, Grand Serai

قالب:قلاع لبنان